# Lietuvos aidas

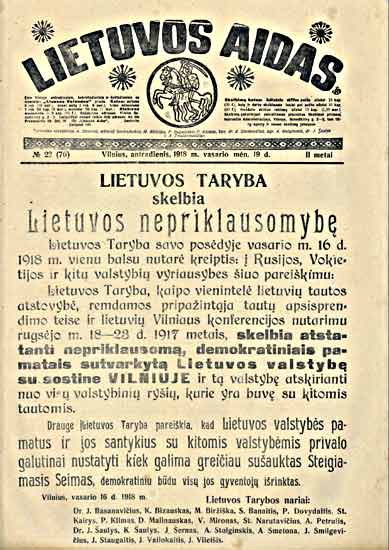
Lietuvos aidas, 1918

Lietuvos aidas ist eine litauische Tageszeitung, gegründet am 6. September 1917 in Vilnius. Gründer und Redakteur war der künftige litauische Präsident Antanas Smetona.
Mitarbeiter von „Lietuvos aidas“ waren Mykolas Biržiška, Peliksas Bugailiškis, Petras Klimas,  Juozapas Stankevičius, Aleksandras Stulginskis (litauischer Präsident), Jurgis Šaulys und der Maler Antanas Žmuidzinavičius.
1990 wurde die Tageszeitung neu herausgegeben. 1992 hatte „Lietuvos aidas“ eine Auflage von fast 103.000 Exemplaren.
Erster Chefredakteur war Saulius Stoma, danach Saulius Šaltenis, Roma Grinbergienė, J. Vailionis, R. Varnauskas, Aurimas Drižius und jetzt Algirdas Pilvelis, Eigentümer der Zeitung.